# Posłaniec Serca Jezusowego
Posłaniec Serca Jezusowego – oficjalny organ prasowy Apostolstwa Modlitwy założony we Francji w Tuluzie przez jezuitę Henriego Ramière'a w 1861 r. jako miesięcznik pod nazwą Le Messager du Coeur de Jesus – Bulletin mensuel de L'Apostolat de la Prière. 
Apostolstwo Modlitwy ogarniało swym zasięgiem także kraje spoza Europy. Dlatego PSJ już w roku 1885 wychodził w 12 językach, w 1910 – w 24, natomiast od roku 1929 był wydawany aż w 40 językach. Od roku 2006 polski „Posłaniec Serca Jezusowego” i amerykański „Posłaniec Serca Jezusa” (wyd. od 1917 r.) połączyły się w jedno pismo: „Posłaniec”. Od stycznia 2011 przywrócono pierwotną nazwę „Posłaniec Serca Jezusowego”.
W Polsce został założony w 1872 roku pod nazwą: „Apostolstwo Serca Jezusowego. Intencje na miesiąc…” przez ks. Stanisława Stojałowskiego. Następnie od roku 1880 występował pod nazwą „Intencja miesięczna czyli Posłaniec Serca Jezusowego”.
Jest to najstarszy miesięcznik katolicki w Polsce. W 1905 roku pismo było wydawane w nakładzie 150 000 egzemplarzy. Taki nakład utrzymywał się do roku 1930. Po wznowieniu w 1982 r. początkowo wynosił 100 000 egz., lecz stopniowo malał. Obecnie wynosi 14 000. Miesięcznik wydawany jest za zezwoleniem władzy kościelnej.
PSJ był pismem zawieszanym zarówno podczas niemieckiej okupacji, jak i rządów komunistycznych w latach 1953–1981. Od 1982 roku jest wydawany przez Wydawnictwo WAM księży jezuitów w Krakowie. Jest to pismo kolorowe, które popularyzuje tematykę teologiczną, promuje duchowość Apostolstwa Modlitwy i kult Bożego Serca, wspiera modlitwą intencje papieskie, wspomaga duchowo rodziny i misje katolickie.
Z czasopismem byli związani m.in.: Józef Andrasz, Józef Bok, Wacław Buryła, Tadeusz Chromik, Józef Lenartowicz, Filip Musiał, Edward Przebieracz, Jan Rostworowski, Marek Żukow-Karczewski.